# 후쿠오카 고속도로

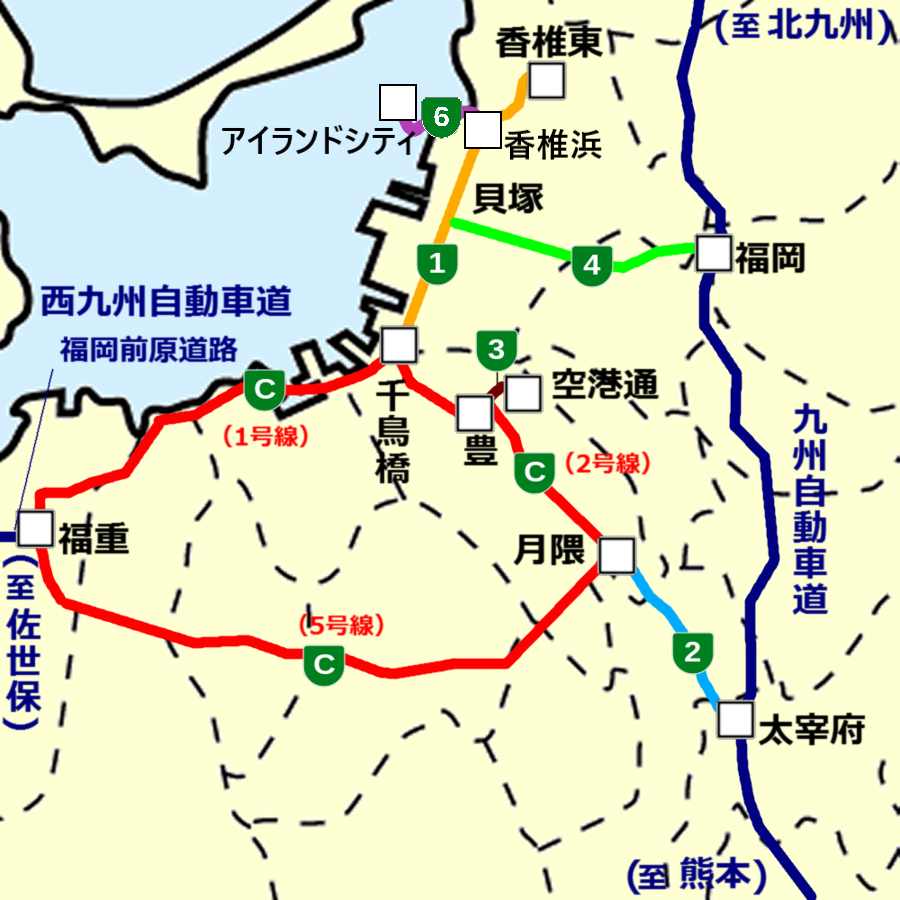
후쿠오카 고속도로와 주변 고속도로의 노선망들, 파란색은 NEXCO 관할이고, 빨강은 순환선으로 표시되며 3호선은 갈색 등으로 표기한다.

후쿠오카 고속도로(일본어: 福岡高速道路, Fukuoka Expressway)는 후쿠오카현 후쿠오카시와 그 주변의 도시들인 오노조시, 다자이후시, 가스야정, 가스가시에 주요 노선망을 가지고 있는 유료를 전문적으로 하는 자동차 전용도로이기도 하다. 총 연장은 모두 합산하여 56.8 km이다. 그래서 다른 이칭으로 보면 후쿠오카 도시 고속도로(福岡都市高速道路) 또는 후쿠오카 고속(福岡高速) 그리고 후쿠오카 도시 고속(福岡都市高速)이라는 이칭들을 각각 불린다. 이와 같이 관리 주체도 역시 후쿠오카 기타큐슈 고속도로공사가 건설 및 관리되어 있는 지정도시고속도로이며, 현행 도로법상 후쿠오카시도로 모두 지정되어 있다. 현재 후쿠오카 고속도로 4호 가스야 선과 후쿠오카 고속도로 1호 가시 선의 일부가 아시안 하이웨이 1호선()으로 지정되어 있다. 그래서 이 도로가 일본의 지역 고규격 도로(후쿠오카 도시권 자동차 전용도로)의 설계 노선으로 지정되어 있다.

## 노선
후쿠오카 고속도로에는 하기의 노선들이 있다. (건설되었을 때의 설명을 바탕으로 함)
- 후쿠오카 고속도로 1호선 : 가시이히가시 출입구 ~ 후쿠시케 분기점 (18.0 km)
- 후쿠오카 고속도로 2호선 : 지토리바시 분기점 ~ 미즈키 출입구·다자이후 나들목 (13.2 km)
- 후쿠오카 고속도로 3호선 : 유타카 분기점 ~ 구코도마리 출입구 (0.6 km)
- 후쿠오카 고속도로 4호선 : 가이즈카 분기점 ~ 가스야 출입구·후쿠오카 나들목 (6.9 km)
- 후쿠오카 고속 5호선(일본어판) : 쓰키구마 분기점 ~ 후쿠시케 분기점 (18.1 km)
- 후쿠오카 고속 6호선 : 가칭 가시이하마 출입구 ~ 아일랜드시티 출입구 (2.5 km, 사업중)

### 현재 지정된 통칭
2012년(헤이세이 24년) 7월 21일을 기준으로, 후쿠시케 분기점을 기준으로 두고 1호선과 5호선의 접속 부분을 개통시키는 순환 노선이 완전체로 이루는 것과 동시에 통칭명이 다음과 같이 부여되고 있다. 통칭명에 따른 구간은 다음과 같다. 상기의 안내 표지판들은 모두 통칭명의 것으로 대체되어 오늘에 이르고 있다.
- 환상선(일본어판) (환상선C, 35 km) - 5호선 구간 전체와 1·2호선의 각각 일부
- 가시이 선(일본어판) (가시이선1, 8 km) - 1호선의 일부 (환상선이 아닌 구간에 해당됨)
- 다자이후 선(일본어판) (다자이후선2, 6 km) - 2호선의 일부 (1호선과 마찬가지로 환상선이 아닌 구간에 해당됨)
- 공항선(일본어판) (공항선3, 0.6 km)
- 가스야 선(일본어판) (가스야선4, 6.9 km)

## 요금
레이와 원년(2019년) 10월 1일을 기준으로 소비세가 증가됨에 따라 통행료가 일부 개정되었다.

### 일반 현금 차량
- 보통차 : 630엔
- 대형차 : 1260엔

### ETC 차량
- 평일 평상시 (오전 7시 ~ 밤 10시) : 보통차 630엔, 대형차 1260엔 (일반 현금 차량과 동일함)
- 토요일 평상시 (오전 7시 ~ 밤 10시) : 보통차 590엔, 대형차 1190엔
- 평일 및 토요일 심야 시간대(밤 10시 ~ 익일 오전 7시) 및 일요일, 공휴일 : 보통차 560엔, 대형차 1130엔

### ETC 차량 (일부 특정구간)
- 평일 평상시 (오전 7시 ~ 밤 10시) : 보통차 500엔, 대형차 1000엔[1]
- 토요일 평상시 (오전 7시 ~ 밤 10시) : 보통차 470엔, 대형차 950엔
- 평일 및 토요일 심야 시간대(밤 10시 ~ 익일 오전 7시) 및 일요일, 공휴일 : 보통차 450엔, 대형차 900엔[2]

※ 단, 규슈도에서 초입부로 들어오게 되는 다자이부IC 및 후쿠오카IC 부근에서는 NEXCO 통행료와 후쿠오카 도시고속 통행료를 동시에 수령하기 위해 신용카드를 이용할 수 있게 되지만, 일부 여타 요금소들에서는 ETC를 이용할 경우를 제외하면 신용카드를 사용하는 것은 당연히 불가능하다.

## 사업중인 노선
현재 사업중인 노선은 유일하게도 후쿠오카 고속도로 1호 가시이 선에서 직접 분기하여 후쿠오카 아일랜드시티까지 이어주는 자동차 전용도로인 "후쿠오카 고속도로 6호선"(통칭: 아일랜드시티 선)으로, 2016년(헤이세이 28년)부터 본격적으로 사업하고 있다. 총 연장은 2.5km, 폭도 역시 19m, 가로 및 항만 사업비를 포함하여 총합 292억엔이다. 그 외에도 공항선인 후쿠오카 고속도로 3호 공항선을 후쿠오카 공항까지 직결시키는 연장 사업 같은 경우 현재 환경영향평가 절차를 밟는 중이지만 사업이 본격화할 것인지 아직은 미지수이다.

## 같이 보기
- 유료도로
  - 일본의 도시고속도로(일본어판, 중국어판)
    - 기타큐슈 고속도로(일본어판, 중국어판)